# Ferdinand von Bialcke
Ferdinand Alexander Otto von Bialcke (né le 25 septembre 1803 à Bütow et mort le 29 juin 1876 à Berlin) est un lieutenant général prussien.

## Biographie
Ferdinand est le fils d'un sergent du régiment de hussards « von Blücher » et plus tard percepteur des impôts d'arrondissement et d'une femme née Woedtke. Il rejoint comme volontaire en 1818 dans le 14e régiment d'infanterie de l'armée prussienne. Il est promu lieutenant porte-épée en 1821 et sous-lieutenant en 1822. Dans les années 1825/28, il est envoyé à l'École générale de guerre pour y suivre une formation et est promu premier lieutenant en 1836. De 1835 à 1838, il est affecté au bureau topographique et en 1838 à l'état-major. En 1839, il est transféré dans le 2e régiment de grenadiers avec un brevet de 1832 et comme adjudant au commandement général du 2e corps d'armée. En 1839, il est adjudant du gouvernorat de Dantzig et est relevé de son commandement en 1840. Également en 1840, il est promu capitaine et commandant de compagnie du 2e régiment de grenadiers. Il est incorporé en 1842 avec un brevet de 1831 au 13e régiment d'infanterie, où il est promu major en 1844. En 1844, Bialcke devient commandant du 2e bataillon du 16e régiment de Landwehr et rejoint le 27e régiment d'infanterie en 1849. En 1849, il participe à la répression de la révolution dans le Palatinat et en Bade. La même année, il reçoit la croix de Commandeur de 2e classe de l'ordre du Lion de Zaeringen. Peu après sa promotion au grade de lieutenant-colonel en 1852, il devient commandant du 27e régiment d'infanterie, où il est promu colonel en 1853. Également en 1853, il reçoit l'ordre de l'Aigle rouge de 3e classe avec des épées sur l'anneau. Il est commandant d'Erfurt en 1854 et commandant en 1856 du 38e régiment de fusiliers et en 1857 commandant de la 11e brigade d'infanterie. La même année, il est promu général de division et reçoit l'ordre de Saint-Stanislas, 1re classe. En 1859, Bialcke reçoit l'ordre de l'Aigle rouge de 2e classe avec épées sur l'anneau. En 1860, il est chargé du commandement de la 3e division d'infanterie, dont il est effectivement commandant en 1861 et promu lieutenant général. Après avoir reçu l'Étoile de l'ordre de l'Aigle rouge de 2e classe avec feuilles de chêne et épées sur l'anneau. En 1862, il reçoit l'ordre de l'Aigle rouge de 1re classe avec feuilles de chêne et des épées sur l'anneau en 1864. L'année suivante, Bialcke reçoit une pension et est enterré au Cimetière des Invalides de Berlin après sa mort en 1876.